# Toundra et désert d'altitude du Pamir
Localisation
La toundra et désert d'altitude du Pamir est une écorégion d'Asie faisant partie du biome des prairies et broussailles de montagnes et qui s'étend sur les pentes de la chaîne montagneuse du Pamir, au Tadjikistan, en Afghanistan, au Kirghizistan et en Chine.
Sa flore et sa faune sont similaires à ceux du plateau du Tibet et la biodiversité est relativement élevée. Les espèces sont adaptées au climat montagnard caractérisé par des températures moyennes annuelles comprises entre 0 et 8 °C, des températures moyennes estivales comprises entre 2 et 10 °C, de fortes variations nycthémérales de température et de faibles précipitations avec une moyenne annuelle comprise entre 40 et 150 millimètres.